# Мюльбург (Карлсруе)
Мюльбург (нім. Mühlburg) — у минулому незалежне місто, зараз — район міста Карлсруе, розташований на річці Альб.
На заході району розташовується Рейнський порт, який також є частиною району Мюльбург.
На сході район плавно переходить до міського району Вестштадт.
Мюльбург поряд із ще старішим Дурлахом утворює так званий «Центр B» міста Карлсруе з жвавим діловим життям і багатьма магазинами та торговими площами.
Регіональне прізвисько мешканців Мюльбурга — «Millichseihle» («молочна колона»).
Межує з міськими районами Кнілінген та Нойройт на півночі, Вестштадт на сході, Грюнвінкель та Даксланден на півдні та річкою Рейн на заході.

## Історія
Перша документальна згадка про Мюльбург датується 1248 під назвою «Mulenberc».
Перша згадка замку «Mulnberg» відноситься до 1258, а їх власник маркграф Рудольф I Баденський згадується в 1265 році.
У 1274 році Мюльбург, Гретцинген, Дурлах, а також інші міста були зайняті римсько-німецьким королем Рудольфом I Габсбурзьким.
У 1670 році громада Мюльбурга видала міський статут.
Цим «Статутом свободи» заохочувалося, як на кілька років пізніше і для Карлсруе, зокрема, сприяння поселенню кваліфікованих робітників, ремісників та інших нових городян.
Маркграф Баден планував подальше розширення міста, але воно відбувалось повільно.
1689 був чорним роком для міста.
У війні за Пфальцьку спадщину місто Мюльбург, а також оточений ровом з водою величний замок було зруйновано французькими військами, поряд з багатьма іншими баденськими містами.
Гасло французького «Короля-Сонце» Людовіка XIV «Ruinez les pays de Bade» здійснювалося з усією твердістю.
Мюльбурзький замок на воді не було відновлено.
Камені Мюльбурзького замку використовувалися переважно для будівництва палацу Карлсруе.
У безпосередній близькості нового міста Карлсруе Мюльбурзький замок втратив значення, як поступово в наступні десятиліття і стара резиденція в Дурласі.
У 1886 Мюльбург був включений до складу громади Карлсруе, з 4100 жителями і площею 210 гектарів.
Межі району Мюльбурга після злиття з Карлсруе були сильно переміщені.
Таким чином Мюльбург втратив велику область, що перейшла до складу районів Вестштадт і Грюнвінкель, проте вся область пізнішої гавані Рейну була приєднана до Мюльбурга.
Внаслідок зростання міста Карлсруе він отримав вихід до річки Рейн, а включені до його складу рибальські селища стали районами міста Даксланден і Кнілінген.
Відкриття Рейнської гавані Карлсруе відбулося на урочистій церемонії в Мюльбурзі 1901 року у присутності Великого герцога Фрідріха I Баденського.
1998 року Мюльбург відсвяткував 750-річчя першої документальної згадки.

## Електростанція
У Мюльбурзі розташована видима здалеку теплова електростанція.
Позаду неї знаходиться Рейнський порт Карлсруе, що є другим за величиною річковим портом Німеччини (після Гамбурзького порту).

## Церкви

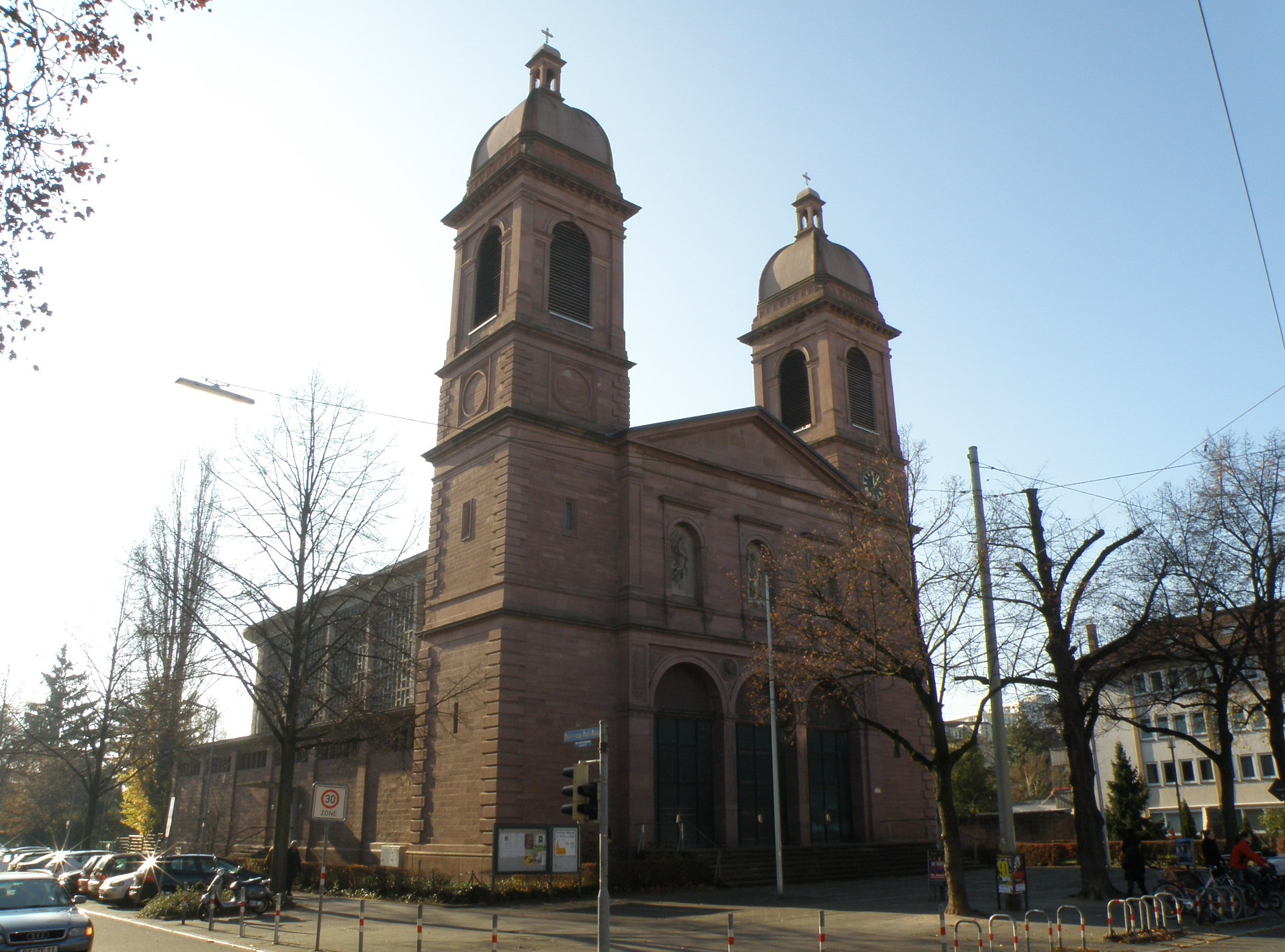
Католицька церква Св. Петра та Павла (2011 рік)

У 1886 році за сприяння Адольфа Вілліарда була споруджена католицька церква Св. Петра і Павла.
Вона майже повністю була зруйнована 4 грудня 1944 року під час бомбардування союзників.
Зберігся лише її подвійний баштовий фасад.
Монументальні настінні розписи 1920-х Альберта Гауайзена всередині церкви було втрачено внаслідок руйнування.
Схожа доля спіткала спроєктовану Йоганном Фрідріхом Веїхінгом євангелічну церкву і побудовану в 1786—1903 рр. на згадку про Карла Фрідріха Баденського і має його ім'я.
У 1944 році вона повністю згоріла.
Після відновлення в 1951 році вона знову відкрилася зі зміненою вежею і сьогодні стала одним із символів Мюльбурга.

## Залізниця
У Мюльбурзі є залізнична станція на залізниці Вінден — Карлсруе: Карлсруе-Мюльбург.